# Philippe Nkiere
Philippe Nkiere Keana (ur. 21 lutego 1938 w Bokoro, zm. 6 listopada 2024 w Kinszasie) – duchowny rzymskokatolicki z Demokratycznej Republiki Konga, w latach 2005-2018 biskup Inongo.

## Życiorys
Święcenia kapłańskie przyjął 2 sierpnia 1965. 15 kwietnia 1991 został prekonizowany biskupem koadiutorem Bondo. Sakrę biskupią otrzymał 6 stycznia 1992. 13 listopada 1992 objął urząd biskupa diecezjalnego. 27 lipca 2005 został mianowany biskupem Inongo. 31 marca 2018 przeszedł na emeryturę.